# Pere Maluquer i Ferrer
Pere Maluquer i Ferrer és un polític català, senador per Girona en la X Legislatura.
Militant d'Unió Democràtica de Catalunya, de 1999 a 2002 fou president del Consell d'Iniciatives Locals per al Medi ambient (CILMA) i de 2002 a 2004 fou Director general de Boscos i Biodiversitat del Departament d'Agricultura, Ramaderia, Pesca i Alimentació de la Generalitat de Catalunya.
A les eleccions municipals de 2011 fou escollit tinent d'alcalde de l'ajuntament de Pau (Alt Empordà), així com vicepresident del Consell Comarcal de l'Alt Empordà. A les eleccions municipals espanyoles de 2015 fou reescollit novament regidor de Pau.
A les eleccions generals espanyoles de 2011 fou escollit senador per Girona. Ha estat portaveu de la Comissió de Medi Ambient i canvi climàtic.